# Buch-Geiseldorf
Buch-Geiseldorf là một đô thị thuộc huyện Hartberg thuộc bang Steiermark, nước Áo. Đô thị Buch-Geiseldorf có diện tích 14,59kilômét vuông, dân số thời điểm cuối năm 2005 là 314 người.